# Kleiner Belagerungszustand

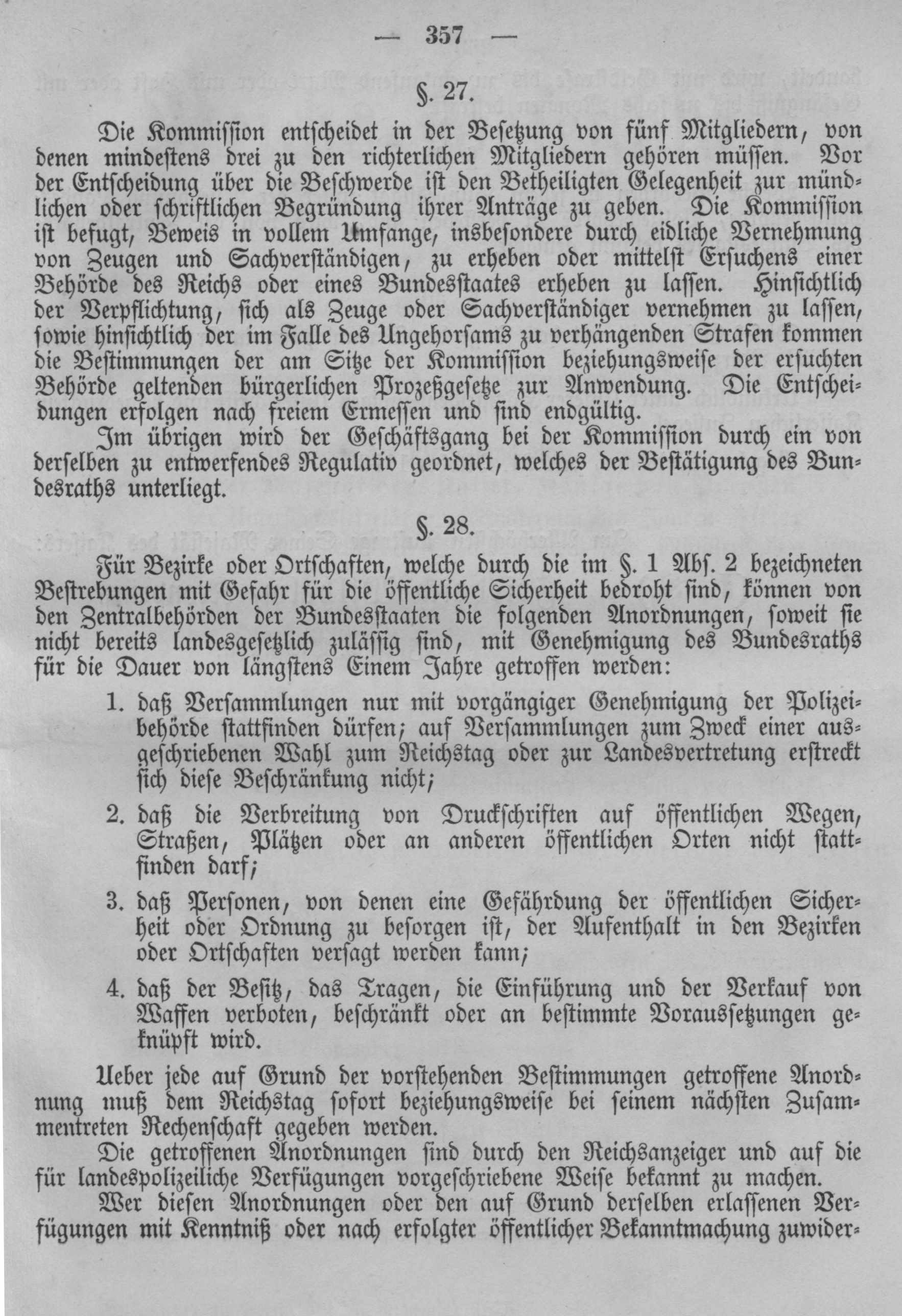
§ 28 des Sozialistengesetzes von 1878

Unter dem Begriff Kleiner Belagerungszustand verstand der deutsche Kaiser Wilhelm I. einen Ausnahmezustand aufgrund der besonderen Maßnahmen gemäß § 28 des Sozialistengesetzes vom 21. Oktober 1878.
Danach konnten für Bezirke und Ortschaften im Deutschen Reich, in denen der Umsturz der bestehenden Staats- oder Gesellschaftsordnung durch sozialdemokratische, sozialistische oder kommunistische Vereine und somit eine Gefährdung der öffentlichen Sicherheit drohte, die zentralen Polizeibehörden bestimmte, strafbewehrte Anordnungen treffen. Diese waren:
1. Genehmigungsbedürftigkeit von Versammlungen
2. Verbot, Druckschriften öffentlich zu verbreiten
3. Verhaftung und Ausweisung von Personen, die die öffentliche Sicherheit und Ordnung gefährden
4. Waffenverbot.[3]

Über jede getroffene Maßnahme war sofort gegenüber dem Reichstag Rechenschaft abzulegen. Sie war danach im Reichsanzeiger bekanntzumachen.
Aufgrund § 28 des Sozialistengesetzes wurde am 28. November 1878 über Berlin und am 27. Oktober 1880 über Hamburg, Altona, Wandsbek und Ottensen der Kleine Belagerungszustand verhängt. In Berlin kam es zunächst zur Ausweisung von 67 Sozialdemokraten, in Hamburg zu 127 Ausweisungen, von denen 32 bereits den in Berlin Ausgewiesenen galten. Bis 1888 wurden 293 Ausweisungen in Berlin und 311 in Hamburg und Altona vorgenommen.